# Jolanta Góralczyk
Jolanta Góralczyk (ur. 15 czerwca 1958 w Świebodzinie) – polska aktorka teatralna, od roku 1983 związana z Wrocławskim Teatrem Lalek. Profesor na Wydziale Lalkarskim Akademii Sztuk Teatralnych im. Stanisława Wyspiańskiego w Krakowie, filia we Wrocławiu.

## Życiorys
Ukończyła studia na Wydziale Lalkarskim wrocławskiej filii Państwowej Wyższej Szkoły Teatralnej im. L. Solskiego w Krakowie (1981). W latach 1981–1983 była aktorką w Teatrze Nowym w Łodzi, od roku 1983 pracuje we Wrocławskim Teatrze Lalek. Występowała w większości przedstawień dla dzieci Wrocławskiego Teatru Lalek zrealizowanych po roku 1983 oraz w spektaklach Sceny dla Dorosłych: Proces F. Kafki, Niedokonania F. Kafki, Gyubal Wahazar S.I. Witkiewicza, Śmieszny staruszek T. Różewicza, jak również w przedstawieniach Faust J.W. Goethego – postać Mefista – oraz Ryszard III Szekspira, gdzie zagrała rolę tytułową. Spektakle te, reżyserowane przez Wiesława Hejnę ze scenografią Jadwigi Mydlarskiej-Kowal prezentowano i nagradzano na licznych polskich oraz zagranicznych festiwalach (m.in. w Niemczech, Szwajcarii, Finlandii, Francji, Austrii, Włoszech, Czechach i Chorwacji, a także podczas XXVIII Światowego Festiwalu „Teatr Narodów” w Santiago de Chile w roku 1993). Ostatnią ucieczkę według B. Schulza w reżyserii A. Maksymiaka pokazywano m.in. na tournée w USA.
Postacie stworzone w przedstawieniach dla dzieci, m.in. Cruella w 101 dalmatyńczyków D. Smith w reż. J. Bielunasa czy Matka w Komedii dla mamy i taty według Witkacego w reż. W. Hejny, przyniosły jej w 1990 r. nagrodę „Złota Pacynka”.
Współpracowała również z teatrami dramatycznymi (m.in. z Teatrem Polskim we Wrocławiu – spektakl Ósmy krąg w reż. Jana Szurmieja, także wersja TV) oraz Teatrem Telewizji (m.in. Gyubal Wahazar Witkacego w reż. Jacka Bunscha). Ma także w swym dorobku artystycznym dwa monodramy: Kraina Pozorna według Cz. Miłosza i T.S. Eliota w reż. J. Bunscha (również wersja TV) oraz Medeę według Eurypidesa w reż. Tomasza Mana, nagrodzoną na 43 Wrocławskich Spotkaniach Teatrów Jednego Aktora 2009. W roku 2012 zagrała w przedstawieniu H. Müllera Mauzer zrealizowanym w cyklu „Masters in Residence” przez Theodorosa Terzopoulosa w Instytucie Grotowskiego we Wrocławiu.
Wielokrotnie występowała na wrocławskim Przeglądzie Piosenki Aktorskiej. W roku 1979 została laureatką konkursu, później wiele razy uczestniczyła w koncertach galowych i produkcjach muzycznych festiwalu (m.in. program Błękitny człowiek B. Okudżawy w reż. R. Kołakowskiego). Na XXIII Krajowym Festiwalu Piosenki Polskiej w Opolu otrzymała w roku 1986 wyróżnienie w konkursie „Interpretacje”.
Za role teatralne oprócz nagród zespołowych i „Złotej Pacynki” zdobyła również indywidualne nagrody aktorskie. W roku 1998 otrzymała Srebrną, a w roku 2005 Złotą Iglicę, wyróżniono ją także odznaką honorową „Zasłużony dla Kultury Polskiej” oraz Srebrnym Krzyżem Zasługi (2005). Za wybitne osiągnięcia artystyczne w dziedzinie teatru lalek otrzymała nagrodę Sekcji Teatrów Lalkowych ZASP „Henryk” (2017). W roku 2024 Towarzystwo Miłośników Wrocławia przyznało jej Diament Wrocławia z okazji Dnia Teatru.
Zajmuje się również pracą pedagogiczną. Jest profesorem zwyczajnym Akademii Sztuk Teatralnych im. Stanisława Wyspiańskiego w Krakowie (filia we Wrocławiu), a w latach 2002-2008 przez dwie kadencje sprawowała funkcję dziekana Wydziału Lalkarskiego. Tytuł profesora sztuk teatralnych otrzymała w roku 2012. W roku 2016 za osiągnięcia w działalności na rzecz rozwoju szkolnictwa artystycznego została odznaczona Złotym Krzyżem Zasługi. Od stycznia 2017 była członkiem Sekcji Sztuki Centralnej Komisji do Spraw Stopni i Tytułów Naukowych w kadencji 2017–2020.
W 2019 została członkiem Rady Doskonałości Naukowej I kadencji, a w kadencji II (2024–2027) wybrano ją przewodniczącą Zespołu VIII Sztuki.

## Najważniejsze role
- F. Kafka, Proces, reż. W. Hejno, rola: Panna Bürstner, spektakl teatralny, Wrocławski Teatr Lalek, 1985.
- S.I. Witkiewicz, Gyubal Wahazar, reż. W. Hejno, rola: Morbidetto, spektakl teatralny, Wrocławski Teatr Lalek, 1987.
- F. Kafka, Proces, reż. W. Hejno, rola: Panna Bürstner, spektakl telewizyjny, 1988.
- W. Goethe, Faust, reż. W. Hejno, rola: Mefistofeles, spektakl teatralny, Wrocławski Teatr Lalek, 1989.
- W. Wysocki, Ósmy krąg, reż. J. Szurmiej, rola: Ruda, spektakl teatralny, Teatr Polski we Wrocławiu, 1989.
- H.Ch. Andersen, Dzikie łabędzie, reż. W. Hejno, rola: Królowa, spektakl teatralny, Wrocławski Teatr Lalek, 1990.
- W. Wysocki, Ósmy krąg, reż. J. Szurmiej, rola: Ruda, Teatr Telewizji, 1991.
- S.I. Witkiewicz, Gyubal Wahazar, reż. J. Bunsch, rola: Morbidetto, spektakl telewizyjny, 1993.
- F. Kafka, Niedokonania, reż. W. Hejno, role: Maria, Matka, spektakl teatralny, Wrocławski Teatr Lalek, 1994.
- K. Makuszyński, Krawiec Niteczka, reż. W. Hejno, rola: Cyganka, spektakl teatralny, Wrocławski Teatr Lalek, 1994.
- Cz. Miłosz, T.S. Eliot, Kraina Pozorna, reż. J. Bunsch, rola: recital, muzyczny spektakl teatralny, 15 Przegląd Piosenki Aktorskiej we Wrocławiu, 1994.
- Cz. Miłosz, T.S. Eliot, Kraina Pozorna, reż. J. Bunsch, spektakl telewizyjny, 1994.
- K. Kopka, Ali Baba i 40 rozbójników, reż. W. Hejno, rola: Strażnik skarbu, spektakl teatralny, Wrocławski Teatr Lalek, 1995.
- P. Gripari, Baśń o księciu Pipo, reż. A. Maksymiak, role: Królowa, Czarownica, spektakl teatralny, Wrocławski Teatr Lalek, 1995.
- S.I. Witkiewicz, Komedia dla mamy i taty, reż. W. Hejno, rola: Mama, spektakl teatralny, Wrocławski Teatr Lalek, 1996.
- H. Lofting, Zwierzęta Doktora Dolittle, reż. J. Bielunas, role: Ryba Piła, Królowa, spektakl teatralny, Wrocławski Teatr Lalek, 1997.
- W. Shakespeare, Ryszard III, reż. W. Hejno, rola: Ryszard III, spektakl teatralny, Wrocławski Teatr Lalek, 1997.
- B. Okudżawa, Błękitny człowiek, reż. R. Kołakowski, rola: Wykonawca,  muzyczny spektakl teatralny, Centrum Sztuki Impart we Wrocławiu, 1998.
- M. Kownacka, Szewczyk Dratewka, reż. A. Maksymiak, rola: Baba Jaga, spektakl teatralny, Wrocławski Teatr Lalek, 1999.
- H.Ch. Andersen, Czarodziejskie krzesiwo, reż. J. Bielunas, rola: Królowa, spektakl teatralny, Wrocławski Teatr Lalek, 1999.
- Anonim, Dialog krótki na święto Narodzenia Pana Naszego Jezusa Chrystusa, reż. W. Hejno, role: Maryja, Chasyd, spektakl teatralny, Wrocławski Teatr Lalek, 1999.
- T. Różewicz, Recycling, reż. W. Hejno, rola: Kobieta, spektakl teatralny, Wrocławski Teatr Lalek, 2000.
- T. Różewicz, Śmieszny staruszek, reż. W. Hejno, rola: Pielęgniarka, spektakl teatralny, Wrocławski Teatr Lalek, 2001.
- D. Smith, 101 Dalmatyńczyków, reż. J. Bielunas, rola: Cruella de Mon, spektakl teatralny, Wrocławski Teatr lalek, 2003.
- W. Shakespeare, Sen nocy letniej, reż. J. Krofta, rola: Helena, spektakl teatralny, Wrocławski Teatr Lalek, 2003.
- B. Schulz, Ostatnia ucieczka, reż. A. Maksymiak, role: Matka, Służąca, spektakl teatralny, Wrocławski Teatr Lalek, 2004.
- L. Mądzik, Źródło, reż. L. Mądzik, rola: Niebieska, spektakl teatralny, Wrocławski Teatr Lalek, 2005.
- E. Szwarc, Kopciuszek, reż. L. Piecka, rola: Wróżka, spektakl teatralny, Wrocławski Teatr Lalek, 2006.
- B. Leśmian, Baśń o pięknej Parysadzie, reż. B. Pejcz, role: Dąb Samograj, Panna, spektakl teatralny, Wrocławski Teatr Lalek, 2007.
- Eurypides, Medea, reż. T. Man, rola: Medea, spektakl teatralny, Wrocławski Teatr Lalek, 2007.
- J. Brzechwa, J. Gillowa, Najpiękniejsze bajki świata, reż. M. Derlatka, role: Macocha, Kasieńka, Królewicz, Wróżka Złości, Królowa, Janek, Król, Wilk, Gil, Matka, Narrator, spektakl teatralny, Wrocławski Teatr Lalek, 2009.
- T. Jansson, Lato Muminków, reż. M. Kiljan, rola: Szczurzyca Emma, spektakl teatralny, Wrocławski Teatr Lalek, 2010.
- H. Müller, Mauzer, reż. T. Terzopoulos, spektakl teatralny, Instytut im. J. Grotowskiego, Studio na Grobli, Wrocław, 2012.
- P. Aigner, M. Wojtyszko, Z docieków nad życiem płciowem, reż. P. Aigner, rola: Elza Croner, spektakl teatralny, Wrocławski Teatr Lalek, 2013.
- W.A. Mozart, Czarodziejski flet, reż. M. Zàkostelecký, rola: Dama, spektakl teatralny, Wrocławski Teatr Lalek, 2014.
- M. Sikorska-Miszczuk, Yemaya - Królowa Mórz, reż. M. Majewska, rola: Narrator, spektakl teatralny, Wrocławski Teatr Lalek, 2016.
- M. Wojtyszko, Piekło-Niebo, reż. J. Krofta, rola: Diablica, spektakl teatralny, Wrocławski Teatr Lalek, 2016.
- M. Lobe, Babcia na jabłoni, reż. J. Kilian, rola: Babcia, spektakl teatralny, Wrocławski Teatr Lalek, 2018.
- M. Sikorska-Miszczuk, Motyl, reż. M. Liber, rola: Babcia Sowa, spektakl teatralny, Wrocławski Teatr Lalek, 2019.
- H.Ch. Andersen, Jaki ten świat jest wielki, reż. SKUTR (M. Kukučka, L.Trpišovský), rola: Latarnia, spektakl teatralny, Wrocławski Teatr Lalek, 2021.
- W. Shakespeare, Sen nocy letniej, reż. J. Krofta, M. Wojtyszko, rola: Egeusz, spektakl teatralny, Wrocławski Teatr Lalek, 2022.
- Homer, Odyseja, reż. J. Roszkowski, role: Euryklea i Matka Odysa, spektakl teatralny, Wrocławski Teatr Lalek, 2023.

## Nagrody i wyróżnienia
- 1986 – wyróżnienie w konkursie „Interpretacje” na XXIII Krajowym Festiwalu Piosenki Polskiej w Opolu[10]
- 1990 – „Złota Pacynka”
- 1998 – Srebrna Iglica (Wrocław) - nagroda dla aktorów lalkarzy
- 2001 – I nagroda aktorska na XX OFTL w Opolu za kreację zbiorową w spektaklu Śmieszny staruszek we Wrocławskim Teatrze Lalek
- 2005 – Złota Iglica (Wrocław) - nagroda dla aktorów lalkarzy
- 2009 – Nagroda Ośrodka Kultury i Sztuki we Wrocławiu za spektakl Medea na 43. Wrocławskich Spotkaniach Teatrów Jednego Aktora
- 2017 – Henryk - nagroda Sekcji Teatrów Lalkowych ZASP[12]

Źródło:.